# Émile Borel
Félix Edouard Justin Émile Borel (Saint-Affrique, 7 gennaio 1871 – Parigi, 3 febbraio 1956) è stato un matematico e politico francese.

## Biografia
Borel studiò all'École normale supérieure di Parigi e nel 1893 (a 23 anni) copre la cattedra di matematica all'Università di Lille per poi passare all'École normale supérieure nel 1896.
Nel 1909 gli viene assegnata la cattedra per la teoria delle funzioni appositamente creata per lui.
Dal 1910 al 1920 è direttore dell'École normale supérieure e nel 1921 diventa membro dell'Accademia delle Scienze, della quale nel 1934 diventa presidente.
Borel è stato dal 1924 al 1936 deputato del parlamento francese e dal 17 Aprile al 28 Novembre del 1925 Ministro della marina. Dopo un breve periodo in carcere durante il regime di Vichy collaborò con la Resistenza.
In ambito scientifico diede importanti contributi nell'ambito della topologia, teoria della misura, della probabilità e dei giochi.
A Félix Edouard Justin Émile Borel la UAI ha intitolato il cratere lunare Borel.

## Scritti
- Le Hasard (1913),
- L'éspace et le temps (1921),
- Traité du calcul de probabilité et ses applications (1924-34),
- Les paradoxes de l'infini (1946)

### Articoli
- (FR)  "La science est-elle responsable de la crise mondiale?", Scientia: rivista internazionale di sintesi scientifica, 51, 1932, pp. 99–106.
- (FR)  "La science dans une societe socialiste", Scientia: rivista internazionale di sintesi scientifica, 31, 1922, pp. 223–228.
- (FR)  "Le continu mathematique et le continu physique", Rivista di scienza, 6, 1909, pp. 21–35.